# Кошкель
Ко́шкель (пол. Koszkiel) — генерал-майор. Перший комендант Кам'янець-Подільської фортеці (на початку XVIII століття).

## Основні відомості

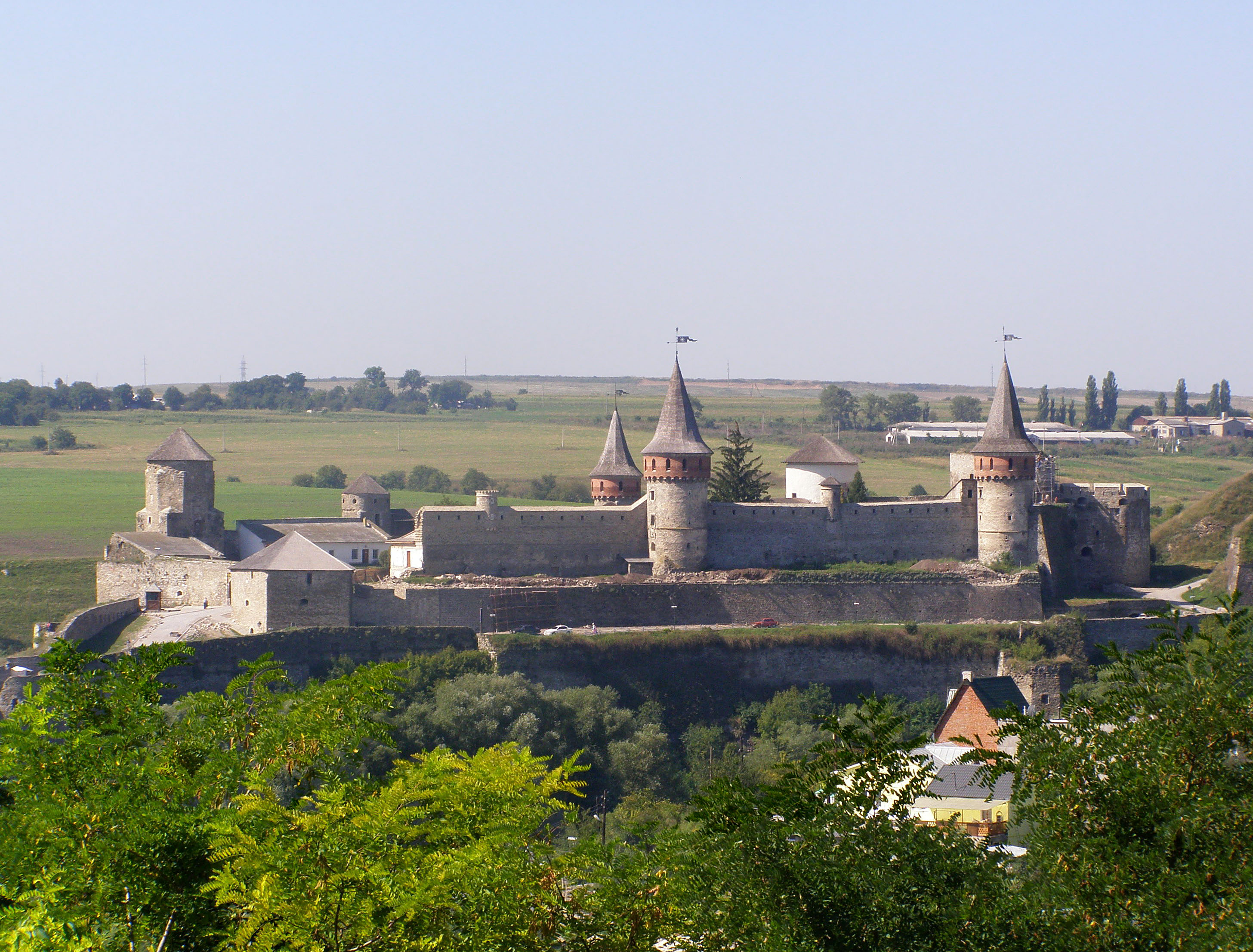
Кам'янець-Подільська фортеця

Кошкель став комендантом за рекомендацією подільського старости Марціна Контського після того як 1699 року місто від Османської імперії повернулося до Речі Посполитої. Поділля з Кам'янцем-Подільським були тоді спустошеною та майже обезлюдненою територією. Тому Кошкелю в умовах практичного браку коштів та озброєння, а також вкрай обмеженого особового складу було важко забезпечувати захист і безпеку довірених йому територій і населених пунктів. У його розпорядженні був тільки невеликий загін спішених драгунів, яких ледь вистачало для захисту напівзруйнованого замку. І це в умовах, коли Поділля було охоплено повстанням подільського селянства. Відома історія, коли ватажок загону повсталих Федір Шпак, що називав себе запорізьким полковником, 12 січня 1703 року написав Кошкелю лист, в якому сповіщав, що творить суд над польською шляхтою і вимагав, щоб Кошкель не втручався в його «правосуддя». Нестача сил і засобів не дозволили Кошкелю відреагувати на це послання Шпака. Проте він багато робив для захисту кам'янчан і мешканців околиць, тож ще раніше, 20 вересня 1702 року, шляхта Подільського воєводства звернулася до великого коронного гетьмана Ієроніма Августина Любомирського з проханням поліпшити матеріальний стан та побут кам'янець-подільського коменданта.